# Køge Sogn
Køge Sogn 

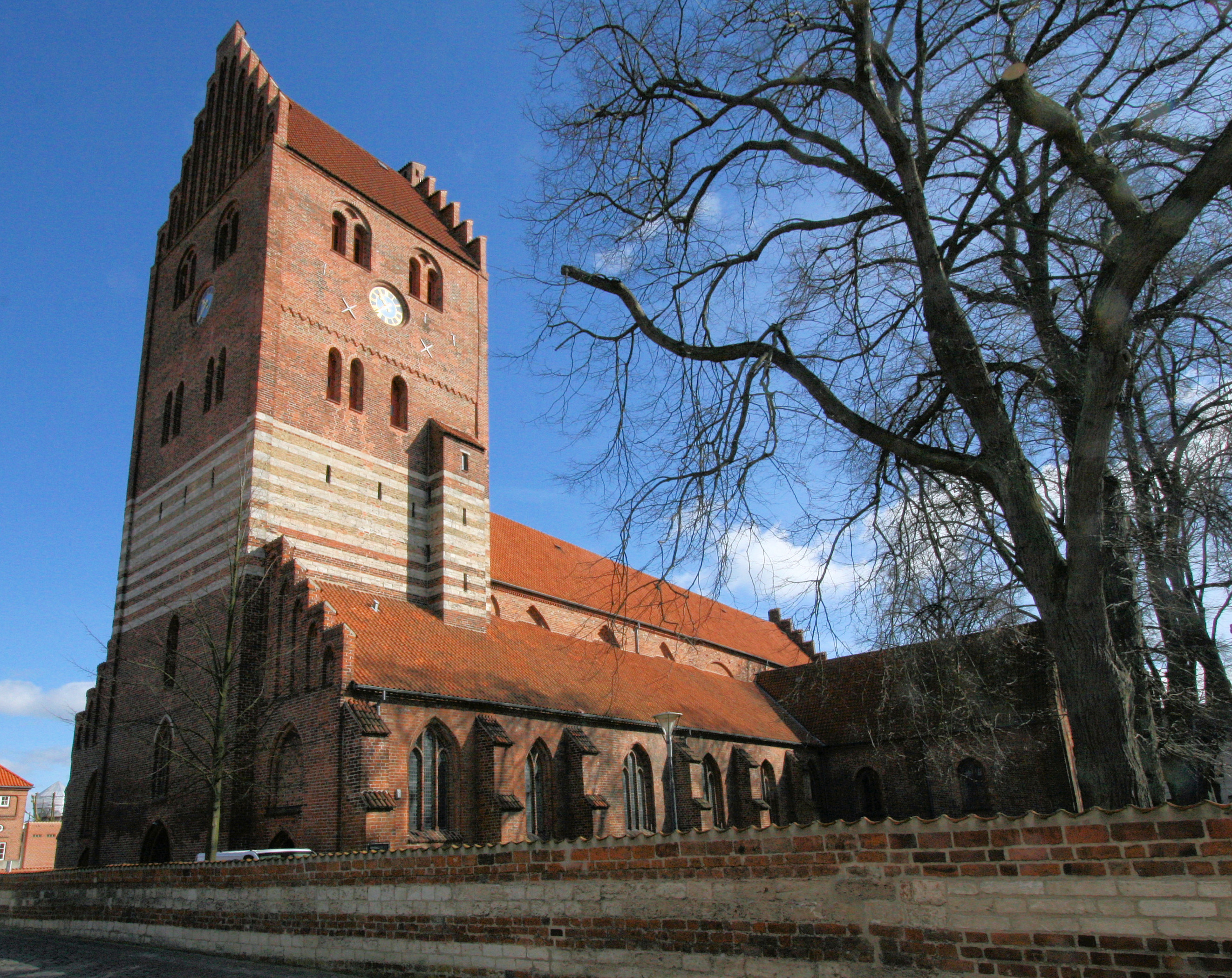
Køge Kirke

ist eine Kirchspielsgemeinde (dän.: Sogn) in der Stadt Køge
auf der Insel Sjælland im südlichen Dänemark.
Bis 1970 gehörte sie zur Harde Ramsø Herred im damaligen Københavns Amt (bis 1808: Roskilde Amt), danach zur Køge Kommune im „neuen“ Roskilde Amt, die im Zuge der  Kommunalreform zum 1. Januar 2007 in der „neuen“ Køge Kommune in der Region Sjælland aufgegangen ist.
Von den 38.588 Einwohnern von Køge leben 11.138 im gleichnamigen Kirchspiel (Stand: 1. Januar 2023).
Im Kirchspiel liegt die Kirche „Sankt Nicolai Kirke“.
Nachbargemeinden sind im Norden Højelse Sogn, im Westen Lellinge Sogn  und im Südwesten Boholte Sogn und Herfølge Sogn.